# Crocidura foetida
Crocidura foetida е вид бозайник от семейство Земеровкови (Soricidae).

## Разпространение
Видът е разпространен в Индонезия и Малайзия.